# Věroslav Neumann
Věroslav Neumann (* 27. Mai 1931 in Cítoliby; † 21. November 2006 in Prag) war ein tschechischer Komponist und Musikpädagoge.
Neumann studierte an der Prager Musikakademie bei Jaroslav Řídký und lebte danach als Komponist und Musikpädagoge in Prag. Von 1990 bis 1998 war er Direktor des Prager Musikkonservatoriums. Als Komponist trat er überwiegend mit Vokalwerken, insbesondere Liedern, Chorwerken und Liedzyklen hervor, er komponierte aber auch Kammermusik und Werke für Soloinstrumente. Er erhielt Preise bei den Weltfestspielen der Jugend und Studenten 1955 in Warschau und 1962 in Helsinki und erhielt 1987 den Panton Publishing House Award für seine Songs of Defiance and Strength und den Preis des Verbandes der Tschechischen Komponisten und Konzertmusiker für Atlantis.

## Werke
- A Very Mature Gentleman's Forenoon at a Spa für Klarinette und Klavier
- Brabenci Polka für zweistimmigen Chor a cappella
- Cancaty a jine fory für zweistimmigen Frauenchor
- Czech Folksong Duets for Like Instruments
- Four Variations on a Brigand Theme für Klarinette und Klavier
- Marne ody na vystrelky mody für vierstimmigen Frauenchor und Klavier
- Pisnicka slunicek für Chor und Klavier
- Poetic Tone Pictures von Antonín Dvořák, arrangiert für Holzbläser
- Proclamations für Tuba und Klavier
- Roztancime celou zem/Spring Song: We make the Whole World Dance
- Rymovacky für Unisono-Chor, Klavier und Flöte
- Sbohem Praho! für sinfonische Band
- Svitanicko für vierstimmigen Frauenchor a cappella
- Three Duets für Flöte und Klarinette
- U nas v kapele für Unisono-Chor und Klavier